# Лунин, Виктор Николаевич
Ви́ктор Никола́евич Лу́нин (род. 1 ноября 1948, Стёпаново) — государственный и политический деятель Нижегородской области, Председатель Законодательного Собрания Нижегородской области (2007—2011).

## Биография
- В 1968—1991 годах работал в Горьковском облфинотделе: старший ревизор-инспектор, начальник сектора — заместитель начальника отдела, заместитель начальника управления — начальник отдела, начальник государственной налоговой инспекции по Горьковской области, начальник финансового управления облисполкома.
- В 1973 году окончил Всесоюзный заочный финансово-экономический институт.
- В 1991—1998 годах работал в Администрации Нижегородской области заместителем Губернатора Нижегородской области, директором департамента финансов.
- В 1997 году окончил Нижегородский государственный университет им. Н. И. Лобачевского.
- В 1998 году исполнял обязанности Председателя Правления ЗАО «Нижегородский земельный межрегиональный банк».
- В 1998 году был избран депутатом II созыва Законодательного Собрания Нижегородской области.
- В 1998 занимал должность заместителя Председателя ОАО АКБ «Автобанк».
- В 1998—2007 годах работал заместителем председателя Правления филиала Акционерного Коммерческого Сберегательного банка Российской Федерации — Волго-Вятский Банк.
- В марте 2002 года был избран депутатом III созыва Законодательного Собрания Нижегородской области.
- В марте 2006 года был избран депутатом IV созыва Законодательного Собрания Нижегородской области.
- 24 мая 2007 года вступил в должность председателя Законодательного Собрания Нижегородской области.

В 2011—2016 — депутат 5 созыва Законодательного Собрания Нижегородской области.
C 2016 — депутат 6 созыва Законодательного Собрания Нижегородской области.
Член политической партии «Единая Россия», Заместитель Секретаря Регионального политического совета партии в Нижегородской области.

## Личная жизнь
Женат, имеет двоих детей.

## Награды и звания
- Юбилейная медаль «За доблестный труд. В ознаменование 100-летия со дня рождения Владимира Ильича Ленина» (1970)
- Почётное звание «Заслуженный экономист Российской Федерации» (1998)
- Медаль Медаль «10 лет Федеральной службе судебных приставов» (2007)
- Орден Почёта (2008)
- Орден Нижегородской области «За гражданскую доблесть и честь» III степени (2018)